# Yūto Nakajima
Yūto Nakajima (中島 裕翔?, Nakajima Yūto; Tokyo, 10 agosto 1993) è un attore, cantante e ballerino giapponese, appartenente alla band J-pop Hey! Say! JUMP.

## Biografia
Yūto entra nei Johnny's Jr. nel 2004 appena terminato di frequentare la quinta classe delle scuole elementari. Inizia ad esibirsi come uno dei quattro membri originari del gruppo JJExpress, assieme tra gli altri a Kei Inoo, suo futuro collega negli Hey! Say! JUMP.
Nel 2005 debutta come attore apparendo nei dorama Engine insieme al collega Daiki Arioka; e Nobuta o produce, quest'ultimo vicino a due altri membri più grandi della sua stessa agenzia, ovvero Kazuya Kamenashi e Tomohisa Yamashita. Nel contempo inizia subito anche a fare teatro.
Continua con la televisione l'anno successivo partecipando al dorama Primadam, e verso la fine dell'anno entra a far parte di un giovane gruppo chiamato Tap Kids, insieme con Ryūtarō Morimoto. Nell'aprile 2007 viene scelto per esser uno dei membri della band temporaneamente chiamata Hei! Say! 7, assieme ad altri quattro ragazzi.
Il suo CD d'esordio è dell'estate di quell'anno, col singolo Hey! Say!, che raggiunse immediatamente la vetta delle classifiche di vendita. Alla fine del 2007 è annunziato il debutto del gruppo sotto il nuovo nome di Hey! Say! JUMP, composto dai cinque membri degli Hei! Say! 7 più altri cinque ragazzi.
Nel 2008 Yūto ottiene il suo primo ruolo da co-protagonista nel film TV Sensei wa erai! affiancato dai tre colleghi Ryōsuke Yamada, Yūri Chinen e Daiki Arioka. In autunno, a seguito del buon riscontro ottenuto, si decide di continuar la storia di Sensei wa erai! nel dorama Scrap Teacher, mantenendo per tutti e quattro il ruolo di personaggi protagonisti.
La sigla utilizzata per la serie televisiva è stato il 4º singolo del gruppo, ovvero Mayonaka no Shadow Boy. Il loro album di debutto come band è datato invece 2010: i testi delle canzoni sono state scritte da tutti i membri del gruppo in collaborazione tra loro.
A partire dal gennaio 2012 appare nel dorama comico Risō no musuko ("Un figlio perfetto"). In febbraio si è diplomato al liceo Horikoshi assieme ai colleghi e amici Ryōsuke e Yūri. In una conferenza stampa a seguito della cerimonia di consegna dei diplomi ha rivelato che d'ora in poi dedicherà sempre più tempo e impegno alla sua carriera.

## Filmografia
- 2005: Engine
- 2005: Nobuta o produce
- 2006: Primadam
- 2008: Sensei wa erai!
- 2008: Scrap Teacher: Kyōshi saisei
- 2012: Risō no musuko
- 2014: Yowakutemo Katemasu
- 2014: Suikyū yankīsu